# Lepadogaster
Lepadogaster è un genere di pesci della famiglia Gobiesocidae.

## Specie
- Lepadogaster candolii Risso, 1810
- Lepadogaster lepadogaster (Bonnaterre, 1788)
- Lepadogaster purpurea (Bonnaterre, 1788)